# Anomalothir frontalis
Anomalothir frontalis är en kräftdjursart som först beskrevs av Alphonse Milne-Edwards 1879.  Anomalothir frontalis ingår i släktet Anomalothir och familjen Inachidae. Inga underarter finns listade i Catalogue of Life.